# 何秉群
何秉群（1963年12月—），男，汉族，河北石家庄人，中华人民共和国政治人物。现任河北省政协副主席，民革中央常委，民革河北省委主委。
2023年1月14日，当选河北省政协副主席。